# Bobby Long

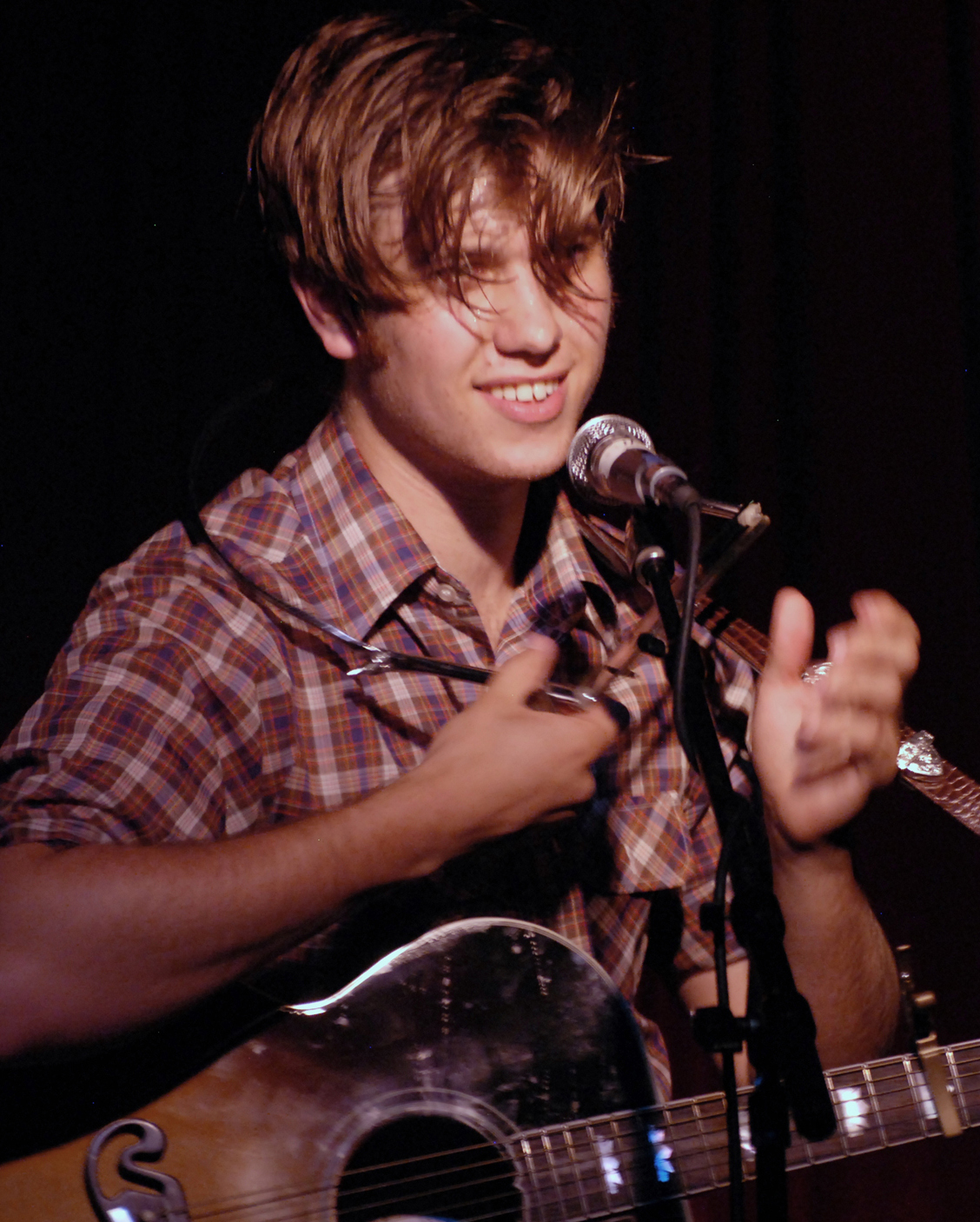
Bobby Long performing at the Hotel Cafe in Los Angeles, California.

Bobby Long é um compositor e cantor britânico, mais conhecido pelo seu trabalho na trilha sonora do filme "Crepúsculo", a música "Let Me Sign", co-escrita com o amigo Marcus Foster e interpretado por outro amigo, o ator Robert Pattinson.

## Biografia
Robert Thomas Jerome Long nasceu em Wigan, perto de Manchester, norte da Inglaterra e mudou-se para Calne, no sudoeste da Inglaterra, quando tinha apenas 2 anos de idade. É o mais velho de três filhos, tendo duas irmãs. 
Seus pais sempre tocavam Beatles, Dylan e blues em sua casa e, quando pequeno, ele tocava violoncelo.
Ganhou seu primeiro violão aos 16 anos e começou a escrever suas primeiras musicas. Logo em seguida juntou- se a uma banda local que fazia covers de Nirvana e Rage Against the Machine.
Ao completar 18, mudou-se para Londres e ingressou na Universidade Metropolitana de Londres. Começou então a tocar em bares, onde conheceu Marcus Foster e Robert Pattinson e também seu futuro empresário, Phil Taylor.
Em 2009, fez sua primeira turnê pelos Estados Unidos.

## Discografia

### Live At Arlene's Grocery
1. The The Bounty of Mary Jane
2. This Strange Love
3. Two Years Old
4. Being A Mockingbird
5. Penance Fire Blues
6. Left to Lie
7. Ode to Vicki
8. Dead and Done
9. Who Have You Been Loving

### Dirty Pond Songs
1. Who Have You Been Loving
2. The Bounty of Mary Jane
3. So Tear Me Up
4. The Rattle and Roll
5. Penance Fire Blues
6. A Passing Tale
7. The Old Shamed Face
8. Being A Mockingbird
9. Left to Lie
10. Dead and Done

### Singles
- Left to lie
- Being a mockingbird (live)
- The Bounty of Mary Jane